# Dorfkirche Hohen Wangelin

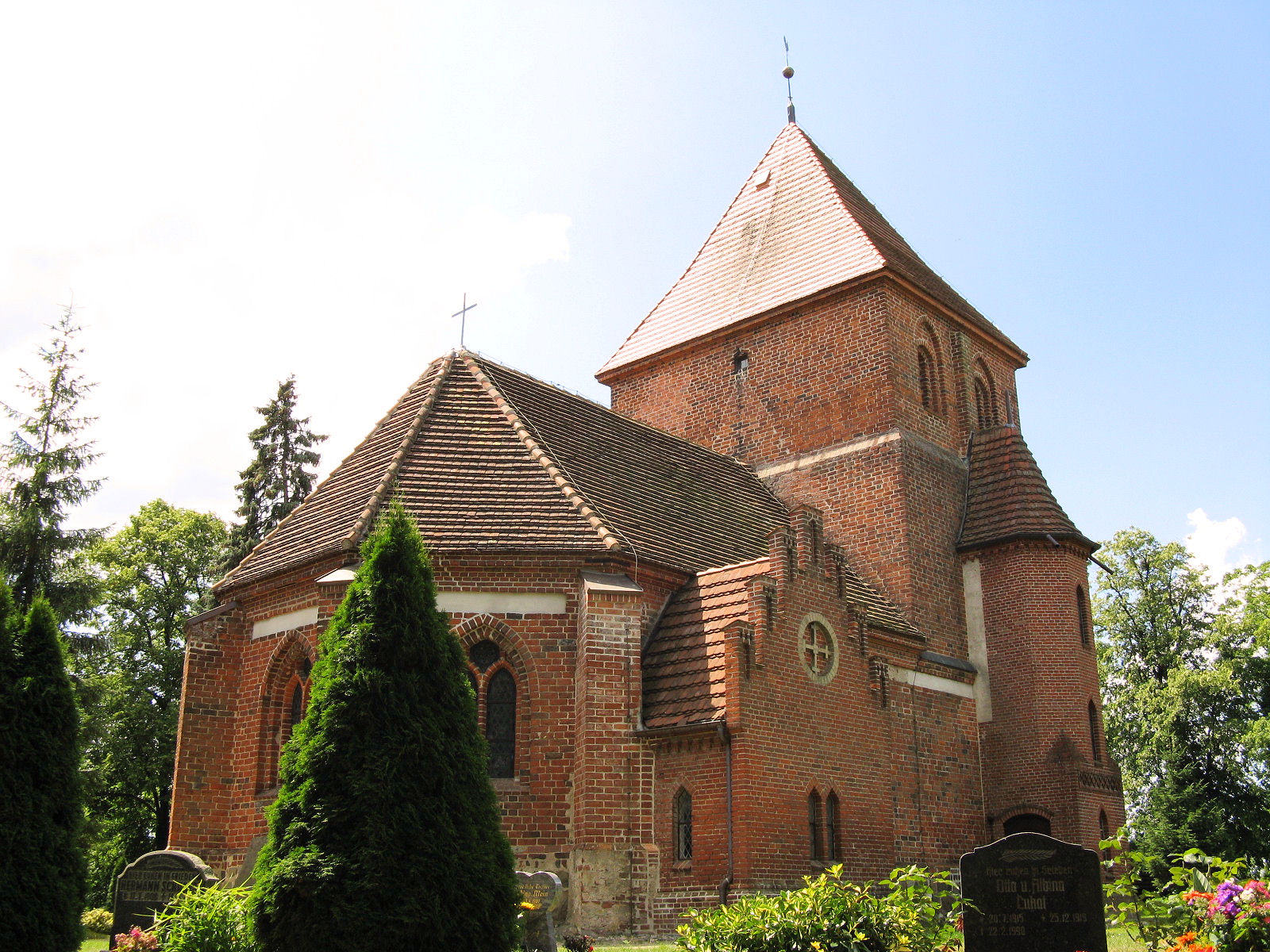
Evangelische Kirche

Die evangelische Kirche ist ein denkmalgeschütztes Kirchengebäude in Hohen Wangelin, einer Gemeinde im Landkreis Mecklenburgische Seenplatte (Mecklenburg-Vorpommern). Sie gehört zur Propstei Neustrelitz des Kirchenkreises Mecklenburg der Evangelisch-Lutherischen Kirche in Norddeutschland (Nordkirche).

## Geschichte und Architektur
Eine Vorgängerkirche wird um 1244 im Ort vermutet. Ursprünglich wurde die Kirche von ortsansässigen Bauern gestiftet und ging später in das Patronat der Familie von Maltzahn über.
Das rechteckige, gotische Kirchengebäude mit einem 5/10 Schluss im Osten wurde im 15. Jahrhundert in Backstein gemauert. Es steht auf einem Sockel aus Granit und Feldstein.  Die Kirche wurde im Dreißigjährigen Krieg verwüstet. Die neugotischen Vorhallen im Westen und Süden wurden bei einer grundlegenden Renovierung im Jahr 1868 angebaut. Im selben Jahr wurden an der Nordseite der Treppenturm und die Sakristei angefügt.
Der Innenraum ist von drei Kreuzrippengewölben überspannt.

## Turm
Der Westturm ist so breit wie das Schiff, er ist mit weitem Bogen, als zweites Joch, zum Schiff hin geöffnet. Die Turmspitze wurde durch einen Sturm beschädigt; sie wurde 1991 einschließlich der Glocke und der Wetterfahne mit Kugel restauriert.

## Ausstattung
- Der überwiegende Teil der Holzausstattung stammt aus der Zeit um 1868.
- Das Altargemälde von 1869 zeigt die Kreuzigung, es ist mit Th. Fischer signiert.
- Auf dem Friedhof steht eine bemerkenswerte Taufe aus Granit.
- Die Orgel wurde 1869 von Lütkemüller gebaut.